# Esad Ribić
Pour les articles homonymes, voir Ribič.
Esad Ribić (né le 10 novembre 1972 à Zagreb) est un dessinateur de bande dessinée croate qui travaille pour l'industrie américaine du comic book depuis 1996. Il est surtout connu pour des travaux publiés par Marvel Comics.

## Prix
- 2005 :  Prix Haxtur de la meilleure couverture pour Loki